# Trevoa quinquenervia
Trevoa quinquenervia là một loài thực vật có hoa trong họ Táo. Loài này được Gillies & Hook. miêu tả khoa học đầu tiên năm 1829.